# Mehmed Reşid
Mehmed Reşid Şahingiray, também conhecido como Mehmed Reshid (8 de fevereiro de 1873 – 6 de fevereiro de 1919)  foi um político e médico otomano, funcionário do Comitê para a União e o Progresso e governador do Vilaiete de Diyarbekir do Império Otomano durante a Primeira Guerra Mundial. Ele é conhecido por organizando o genocídio de 1915 das comunidades armênia e assíria de Diyarbekir, no qual entre 144.000 e 157.000 armênios, assírios e outros cristãos foram mortos.  Durante a ocupação Aliada de Istambul, Reşid foi preso e seu papel nos massacres foi exposto. Mais tarde, ele escapou da prisão, mas cometeu suicídio após ser encurralado pelas autoridades locais.
Segundo o historiador Hans-Lukas Kieser, apesar de ser um dos piores perpetradores, Reshid “é visto como um patriota e mártir na dicção oficial turco-nacionalista”. 

## Biografia
Reshid nasceu em 8 de fevereiro de 1873 em uma família circassiana; devido à crescente perseguição russa, ele partiu com sua família para o Império Otomano em 1874.  
Ele se matriculou na Escola Militar Imperial de Medicina na capital, Constantinopla, e foi um dos fundadores do Comitê para a União e o Progresso (CUP).  Em 1894, Reshid foi contratado como assistente do professor alemão Düring Pasha no hospital Haydarpaşa. Quando suas ligações com o CUP foram descobertas pela polícia em 1897, ele foi exilado na Líbia. onde atuou como médico em Trípoli até 1908.  Quando retornou a Constantinopla (hoje Istambul) e foi promovido a Ajudante-Mor, trabalhou como médico militar por alguns meses, mas renunciou ao seu cargo no exército otomano no ano seguinte, em 20 de agosto de 1909.  Ele então seguiu uma carreira na administração estatal que em 9 de outubro de 1909 o levou como Kaymakam para İstanköy e em fevereiro de 1910 foi promovido a Mutasarrıf em Hums, Tripolis, onde trabalhou até sua remoção em junho de 1911.  De Trípoli, sua carreira o levou como Mutasarrıf para Kozan, Lazistan e Karesi  antes de ser nomeado Vali de Diyarbekir em 13 de agosto de 1914. 

### Governante de Diyarbekir
Ao longo dos anos, Reshid tornou-se cada vez mais radicalizado e, em 1914, estava convencido de que os cristãos do império eram os culpados pelos seus problemas económicos.  Durante seu mandato como governador distrital de Karesi, ele organizou a deportação forçada dos gregos otomanos ( Rumlar) no Egeu, os quais ele não considerava mais cidadãos fiéis do império. Esta política foi apoiada pelo Ministro do Interior Otomano, Talat Paxá. 
Em 1914, o Império Otomano entrou na Primeira Guerra Mundial ao lado das Potências Centrais e os combates eclodiram na fronteira contra a Rússia. Na primavera de 1915, os russos avançaram para o território otomano e a rápida marcha do seu exército em direção a Diyarbekir, de acordo com o historiador Uğur Üngör, deve ter confirmado o "medo apocalíptico" de Reshid dos russos e suas percepções de que todos os armênios eram espiões russos.  Antes da guerra, a competição económica e política entre as elites urbanas muçulmanas e cristãs também desempenhou um papel importante na violência. 

Seu ódio particularmente forte pelos armênios do império se manifestou nos assassinatos em massa de armênios e assírios que ele organizou na província de Diyarbekir após sua ascensão ao governo em 25 de março de 1915, no auge da Primeira Guerra Mundial. Reshid se convenceu de que a população armênia nativa estava conspirando contra o estado otomano e, consequentemente, elaborou planos para a "solução da questão armênia ".  Ele relatou em suas memórias:
A minha nomeação para Diarbaquir coincidiu com um período muito delicado da guerra. Grandes partes de Vã e Bitlisse foram invadidas pelo inimigo [ou seja, pelos russos], os desertores estavam transgredindo, saqueando e roubando por toda parte. As revoltas iezidis e nestorianas na ou na fronteira da província exigiram a aplicação de medidas drásticas. A atitude transgressora, ofensiva e atrevida dos Arménios estava a pôr seriamente em perigo a honra do governo.
Nos dois meses seguintes, os arménios e assírios da província foram alvo de uma brutal campanha de extermínio e foram dizimados através de massacres e deportações em massa.  Ele estabeleceu uma “Comissão de Inquérito” com o objectivo de resolver a “Questão Arménia”.  Segundo o oficial e mercenário venezuelano Rafael de Nogales, que visitou a região em junho de 1915, Reshid havia recebido recentemente um telegrama de três palavras de Talat Pasha para "Queimar-Destruir-Matar", uma ordem citada como aprovação oficial do governo para sua perseguição à população cristã.   Diz-se que ele queimou pessoalmente 800 crianças assírias vivas, depois de as ter encerrado num edifício.  Nesimi Bey e Sabit Bey, governadores dos distritos de Lice e Sabit, respectivamente, são ambos suspeitos de terem sido assassinados sob ordens expressas de Reshid pela sua oposição aos assassinatos.  Entre 144.000 e 157.000 armênios, assírios e outros cristãos, ou 87 a 95% da população cristã da província, foram mortos ou deportados durante o mandato de Reshid como governador de Diyarbekir. 

Quando mais tarde o secretário-geral da CUP, Mithat Şukru Bleda, perguntou-lhe como ele, como médico, teve coragem de enviar tantas pessoas para a morte, ele respondeu:
"Ser médico não poderia fazer com que eu esquecesse a minha nacionalidade! Reshid é médico. Mas ele nasceu como turco... Ou os armênios eliminariam os turcos, ou os turcos eliminariam os armênios. Não hesitei quando fui confrontado com esse dilema. Meu caráter turco prevaleceu sobre minha profissão. Pensei que, em vez de nos exterminarmos, nós os exterminaríamos... Sobre a questão de como eu, como médico, poderia ter assassinado, posso responder da seguinte forma: os arménios tornaram-se micróbios perigosos no corpo deste país. . Bem, não é dever do médico matar micróbios?"
Quando Bleda lhe perguntou como a história poderia lembrá-lo, Reshid respondeu simplesmente: "Deixe que outras nações escrevam sobre mim a história que quiserem, não me importo nem um pouco." 

### Anos finais
A maioria das joias e posses que Reshid confiscou dos armênios deveriam, em teoria, ser encaminhadas ao tesouro do governo central. A preocupação de Talat Pasha com esses objetos de valor resultou em uma investigação sobre Reshid por peculato, que descobriu que ele havia acumulado uma fortuna pessoal com os assassinatos. Um médico, Hyacinth Fardjalian, atestou: "Eu mesmo vi Rechid Bey chegar a Aleppo em um trem com destino a Constantinopla com 43 caixas de joias e duas caixas de pedras preciosas."  Ele foi transferido para a província de Ancara, onde assumiu como Vali entre março de 1916 e 1917.  Nessa época, ele comprou uma mansão no Bósforo com dinheiro roubado de armênios assassinados. Quando Talat descobriu isso, ele removeu Reshid do seu posto.  Süleyman Nazif comentou: "Talat Paxá descartou Reshid como um ladrão, enquanto o adorava como um assassino". 
Ele então retornou a Istambul e iniciou um negócio de importação de perfumes.  Em 5 de novembro de 1918, menos de uma semana após a capitulação otomana aos Aliados, Reshid foi preso e enviado para a prisão de Bekirağa, em Constantinopla. Seu papel nos massacres foi exposto pela imprensa de Constantinopla, embora ele negasse suas ações e qualquer crime cometido. Reshid conseguiu escapar da prisão em janeiro de 1919, mas quando as autoridades governamentais o encurralaram, ele cometeu suicídio com um tiro na cabeça. 

## Legado
Apesar de seu papel na destruição das comunidades cristãs de Diyarbekir, Reshid foi acolhido pelas autoridades da recém-criada República da Turquia. Em Ancara, uma avenida foi nomeada em sua homenagem.  O Ministério da Economia garantiu que sua esposa Mazlûme Hanım fosse devidamente cuidada e, em 1928, forneceu lojas que antes pertenciam a armênios deportados para ajudar a sustentar seu sustento. A família de Reshid também recebeu duas casas e, num decreto de 1930 assinado pelo Presidente Mustafa Kemal e outros membros do gabinete, foram-lhe atribuídas mais propriedades arménias. 
Embora seja agora conhecido como o "Carniceiro de Diyarbakir",    Reshid afirmou, durante uma conversa com Rafael de Nogales, não ter qualquer responsabilidade legal ou moral pelo massacre sistemático de cristãos na sua província, uma vez que apenas seguiu ordens do Ministro do Interior, Talat Paxá. Segundo De Nogales, "Talat ordenou o massacre por meio de um telegrama circular, se minha memória estiver correta, contendo apenas três palavras: Yak - Vur - Oldur, que significa 'Queimar, demolir, matar'. A autenticidade dessa terrível frase foi confirmada pela imprensa de Constantinopla após o Armistício com a publicação de um certo telegrama que a comissão otomana envolvida na investigação dos massacres e deportações havia descoberto entre os papéis do Comitê para a União e o Progresso." 
Süleyman Nazif, o antigo Vali de Mosul, tinha uma opinião muito diferente e testemunhou após o Armistício: "As deportações e assassinatos catastróficos em Diyarbekir foram obra de Reshid. Ele é o único responsável. Ele recrutou pessoas de fora para perpetrar os assassinatos. Ele assassinou os Kaimakams para assustar todos os outros homens e mulheres muçulmanos opositores; ele exibiu os cadáveres dos Kaimakams em público." 